# Adler & Sullivan
Adler & Sullivan var en amerikansk arkitektfirma som grundades av Dankmar Adler och Louis Sullivan. Den numera nedlagda arkitektfirman är känd för ritningen av Auditorium Building i Chicago och Wainwright Building i St Louis. 1883 gick Louis Sullivan samman med Dankmar Adler och därigenom grundades arkitektfirman.